# Марія-Анна-Вікторія Савойська
Принцеса Марі́я-А́нна-Вікто́рія Саво́йська (нім. Maria Anna Victoria von Savoyen, фр. Marie-Anne-Victoire de Savoie); 11 вересня 1683 — 11 жовтня 1763) — французька аристократка, донька принца Луї-Томи Савойського, графа Суассонського, та Уранії де Ла Кропт де Бове (1655—1717).

## Біографія
Як донька Луї-Томи, графа Суассона, до одруження її називали мадемуазель де Суассон або мадемуазель де Каріньян. Її батько у віці двадцяти двох років таємно одружився з Уранією де Ла Кропт де Бове, яка була значно нижчою за його класом, після смерті чоловіка Уранія пішла у монастир.  Марія-Анна-Вікторія була племінницею принца Євгена Савойського, великого полководця та державного діяча імперської Австрії, якого вона ніколи не зустрічала. 
Після раптової смерті принца Євгена у 1736 році, без заповіту Марія-Анна-Вікторія як його найближча родичка успадкувала його величезні володіння в Австрії, які вона потім швидко розпродала за зниженими цінами. Його особняки, величезні колекції мистецтва (приблизно 400 картин), антикварні меблі, старі майстри, статуї, навіть його військові медалі, меч, подарований Анною Стюарт, королевою Великої Британії, за його участь у війні за іспанську спадщину і портрет, подарований йому імператором Йосипом, були продані.  Лише його бібліотеку та його улюблений палац, Бельведер, придбав імператор, тоді як замок  Гоф і Зимовий палац дісталися Марії-Терезії. 
Прикрашена своїм фантастичним приданим, п'ятдесятидворічна принцеса Марія-Анна-Вікторія 17 квітня 1738 року вийшла заміж за німецького офіцера і фельдцеугмейстера імператорської армії принца Йосифа Саксен-Гільдбурггаузена, який був молодший за неї на шістнадцять років.  Шлюб закінчився розлученням у 1757 році після того, як Саксен-Гільдбурггаузен безславно втік.  Дітей у пари не було. 
Потім вона деякий час жила у Франції і зрештою померла в Турині (Італія) у 1763 році у віці 76 років.